# David Van der Gulik
David Van der Gulik, född 20 april 1983, är en kanadensisk professionell ishockeyspelare som spelar för Los Angeles Kings i NHL. Han har tidigare spelat på NHL–nivå för Calgary Flames och Colorado Avalanche och på lägre nivåer för Omaha Ak-Sar-Ben Knights, Quad City Flames, Abbotsford Heat  och Lake Erie Monsters i AHL och Boston University Terriers i NCAA.
Van der Gulik draftades i sjunde rundan i 2002 års draft av Calgary Flames som 206:e spelare totalt.

## Statistik
| 1999–2000   | Chilliwack Chiefs          | BCHL        | 41  | 35  | 46  | 81  | —   | —  | — | —  | —  | —  |
| 2000–2001   | Chilliwack Chiefs          | BCHL        | 60  | 42  | 38  | 80  | 61  | —  | — | —  | —  | —  |
| 2001–2002   | Chilliwack Chiefs          | BCHL        | 56  | 38  | 62  | 100 | 90  | 13 | 8 | 11 | 19 | —  |
| 2002–2003   | Boston University Terriers | NCAA        | 40  | 10  | 10  | 56  | —   | —  | — | —  | —  |    |
| 2003–2004   | Boston University Terriers | NCAA        | 35  | 13  | 7   | 20  | 74  | —  | — | —  | —  | —  |
| 2004–2005   | Boston University Terriers | NCAA        | 41  | 18  | 13  | 31  | 48  | —  | — | —  | —  | —  |
| 2005–2006   | Boston University Terriers | NCAA        | 25  | 11  | 11  | 22  | 26  | —  | — | —  | —  | —  |
| 2006–2007   | Omaha Ak-Sar-Ben Knights   | AHL         | 80  | 16  | 27  | 43  | 69  | 6  | 0 | 2  | 2  | 4  |
| 2007–2008   | Quad City Flames           | AHL         | 80  | 19  | 23  | 42  | 62  | —  | — | —  | —  | —  |
| 2008–2009   | Calgary Flames             | NHL         | 6   | 0   | 2   | 2   | 0   | —  | — | —  | —  | —  |
|             | Quad City Flames           | AHL         | 73  | 17  | 19  | 36  | 58  | —  | — | —  | —  | —  |
| 2009–2010   | Abbotsford Heat            | AHL         | 64  | 16  | 24  | 40  | 58  | 13 | 4 | 2  | 6  | 10 |
| 2010–2011   | Colorado Avalanche         | NHL         | 6   | 1   | 2   | 3   | 2   | —  | — | —  | —  | —  |
|             | Lake Erie Monsters         | AHL         | 48  | 15  | 21  | 36  | 36  | 7  | 2 | 2  | 4  | 8  |
| 2011–2012   | Colorado Avalanche         | NHL         | 25  | 1   | 5   | 6   | 2   | —  | — | —  | —  | —  |
|             | Lake Erie Monsters         | AHL         | 40  | 12  | 16  | 28  | 36  | —  | — | —  | —  | —  |
| 2012–2013   | Colorado Avalanche         | NHL         | 9   | 0   | 2   | 2   | 6   | —  | — | —  | —  | —  |
|             | Lake Erie Monsters         | AHL         | 60  | 18  | 17  | 35  | 58  | —  | — | —  | —  | —  |
| 2013–2014   | Colorado Avalanche         | NHL         | 2   | 0   | 0   | 0   | 0   | —  | — | —  | —  | —  |
|             | Lake Erie Monsters         | AHL         | 14  | 6   | 0   | 6   | 14  | —  | — | —  | —  | —  |
| NHL totalt  | NHL totalt                 | NHL totalt  | 48  | 2   | 11  | 13  | 10  | —  | — | —  | —  | —  |
| AHL totalt  | AHL totalt                 | AHL totalt  | 459 | 119 | 147 | 266 | 391 | 26 | 6 | 6  | 12 | 22 |
| NCAA totalt | NCAA totalt                | NCAA totalt | 141 | 52  | 41  | 93  | 204 | —  | — | —  | —  | —  |
| BCHL totalt | BCHL totalt                | BCHL totalt | 157 | 115 | 146 | 261 | 151 | 13 | 8 | 11 | 19 | 0  |